# ریو کانو
ریو کانو (انگلیسی: Rio Kanno; ۲۵ سپتامبر ۱۹۹۳ – ) بازیگر، صداپیشگی در ژاپن، و بازیگر خردسال اهل ژاپن بود.